# Infante di Spagna
Infante di Spagna è il titolo dato nella monarchia spagnola al figlio o alla figlia del sovrano regnante a partire dal secondogenito, ovvero colui che non è l'erede diretto al trono. È infanta al femminile.

Corona dell'infante di Spagna

Il titolo di infante può essere attribuito anche ad altri principi di sangue della famiglia reale, di parentela meno stretta, per grazia sovrana. La legislazione spagnola permette inoltre al re o alla regina di concedere tale titolo, a loro discrezione e in via eccezionale, a persone particolarmente degne, ed anche in tal caso si annovera il titolo nei provvedimenti di grazia sovrana.
Tra le altre distinzioni, gli infanti di Spagna hanno diritto a essere sepolti nel monastero dell'Escorial, il "pantheon" della famiglia reale.
L'erede al trono di Spagna detiene il titolo di principe delle Asturie. Secondo il Decreto Reale 1368/1987, i figli e le figlie di un principe o principessa delle Asturie hanno diritto al titolo di Infante di Spagna.
I figli degli infanti ricevono il trattamento e gli onori di Grandi di Spagna.

## Storia
Nelle monarchie iberiche medievali di Portogallo, Castiglia, Navarra e Aragona (queste ultime tre dall'Età moderna riunite nel Regno di Spagna) tutti i figli e le figlie dei sovrani, compresi i primogeniti, ricevevano il titolo di infante o infanta; solo alla fine del XIV secolo, Giovanni I di Castiglia, figlio e successore di Enrico II di Trastámara, al momento di far sposare il suo figlio primogenito, l'infante Enrique, futuro Enrico III, con Caterina di Lancaster, nipote del detronizzato e assassinato Pietro il Crudele, creò il nuovo titolo di principi delle Asturie per la coppia, che in seguito fu esteso agli eredi della corona, indipendentemente dal sesso di questi. Alla nascita, i figli primogeniti dei sovrani erano infantes come i loro fratelli, ma, al momento della loro designazione come eredi da parte delle cortes, diventavano principi delle Asturie.
Lo stesso successe nel regno di Navarra, quando Carlo III il Nobile creò per suo nipote, l'infante Carlos, figlio di sua figlia Bianca e del futuro re Giovanni II di Aragona, il titolo di principe di Viana, con l'intenzione che esso venisse trasmesso agli eredi della corona di Navarra. Però, conquistata la Navarra da Ferdinando il Cattolico nel 1512, il titolo dell'erede di Navarra fu assunto dall'erede di Castiglia e Aragona, sebbene la deposta casa di Albret continuasse a usarlo per i suoi eredi.

### Oggi
Gli attuali infanti di Spagna sono Sofia (secondogenita del re Filippo VI di Spagna e della regina Letizia), Elena e Cristina (figlie del re Juan Carlos e della regina Sofia) e Margherita di Borbone-Spagna, duchessa di Soria (figlia di Giovanni, conte di Barcellona). Con l'ascesa al trono di Filippo VI, la primogenita Eleonora ha assunto il titolo di Principessa delle Asturie come erede diretta per la successione.
Il titolo è stato concesso, mediante Real Decreto 2412 del 16 dicembre 1994 , al principe Carlo Maria di Borbone-Due Sicilie (1938-2015), duca di Calabria, cugino di re Juan Carlos e capo della Casa Borbone-Due Sicilie, che quindi era il primo nella linea di successione al trono spagnolo dopo la famiglia diretta del sovrano.

## Galleria d'immagini

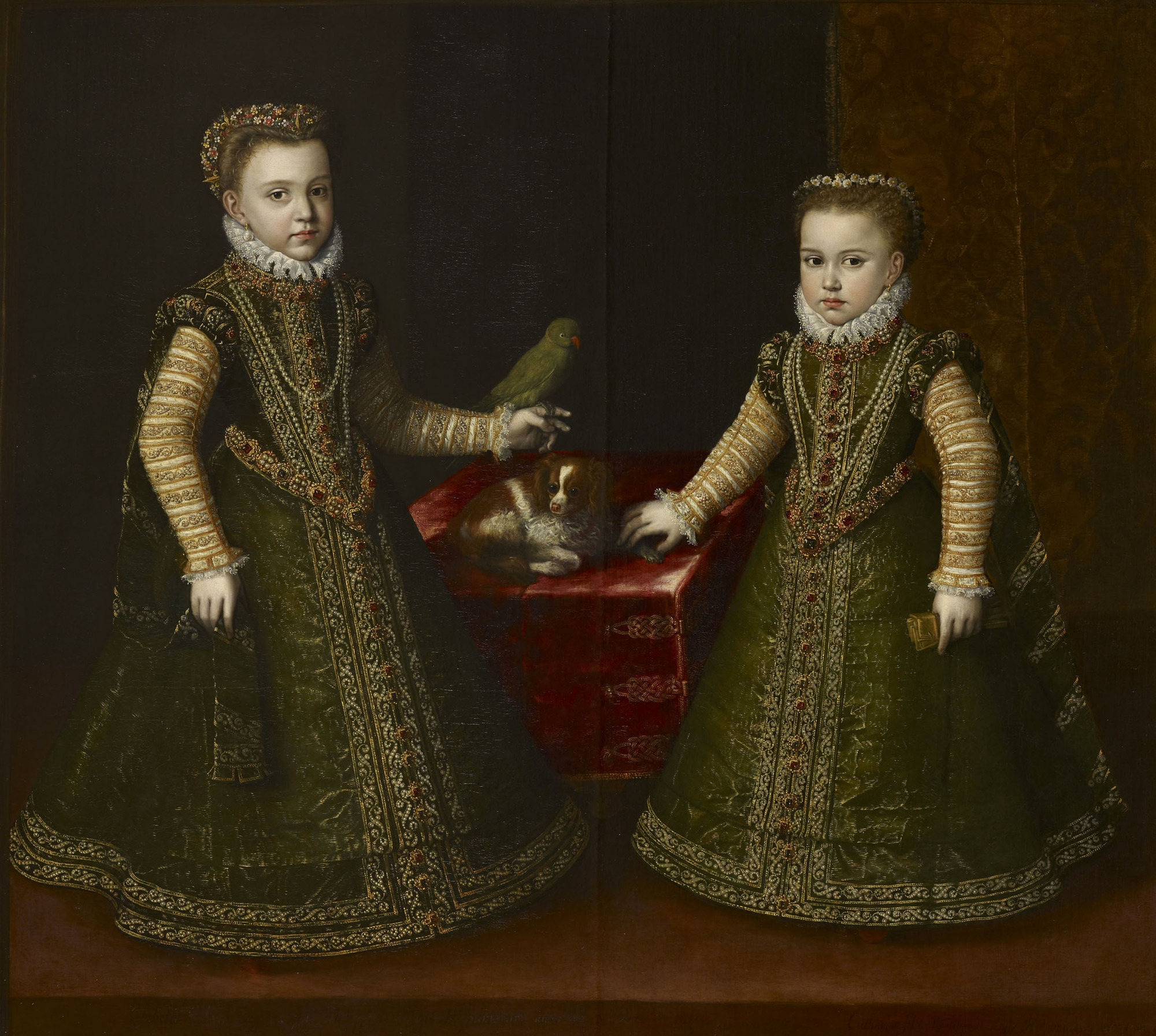
Sofonisba Anguissola, Infante Isabella Clara Eugenia e Caterina Michela, figlie di Filippo II, circa 1570
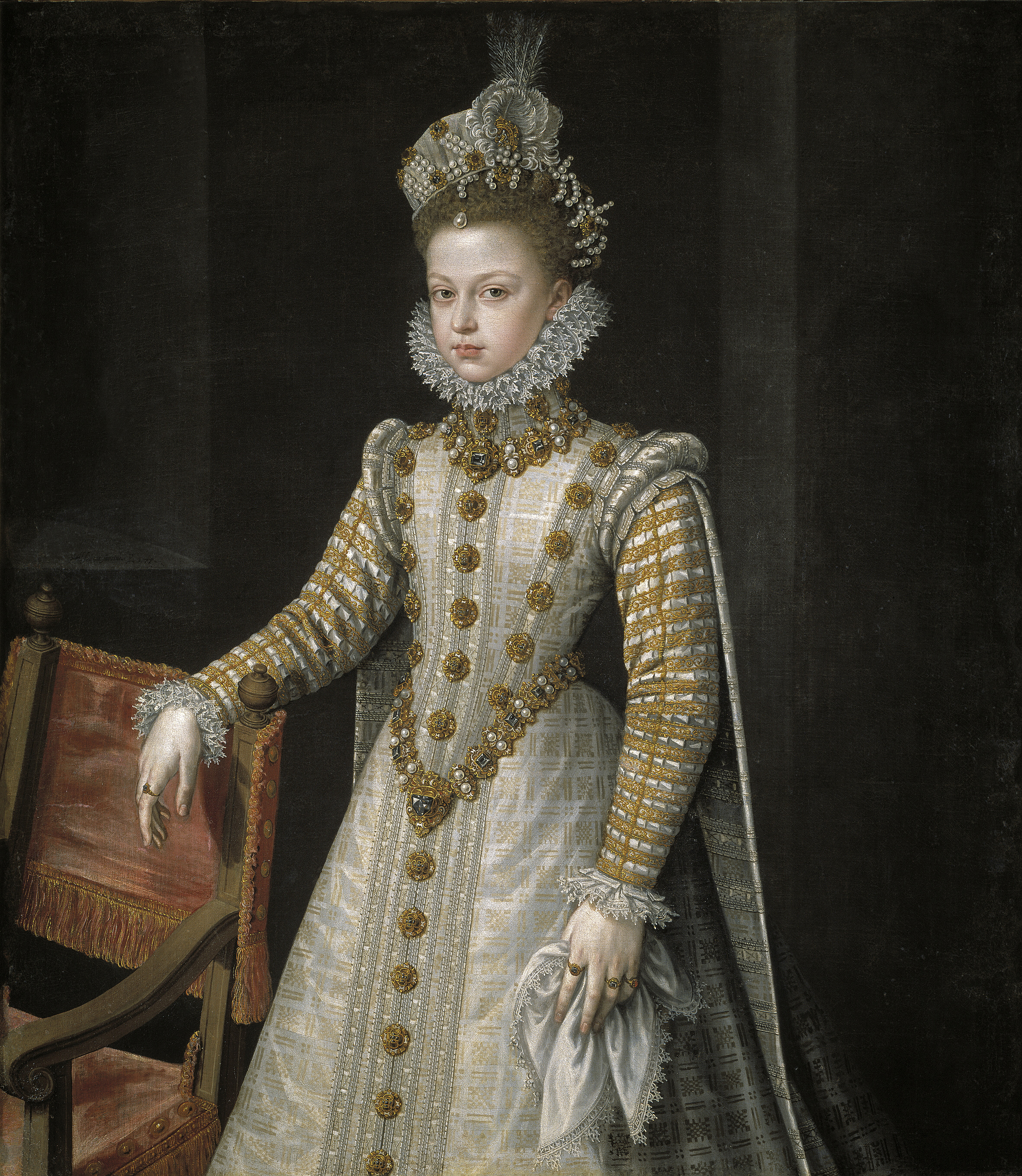
Alonso Sánchez Coello, L'infanta Isabella Clara Eugenia, 1570, olio su tela, Madrid, Museo del Prado
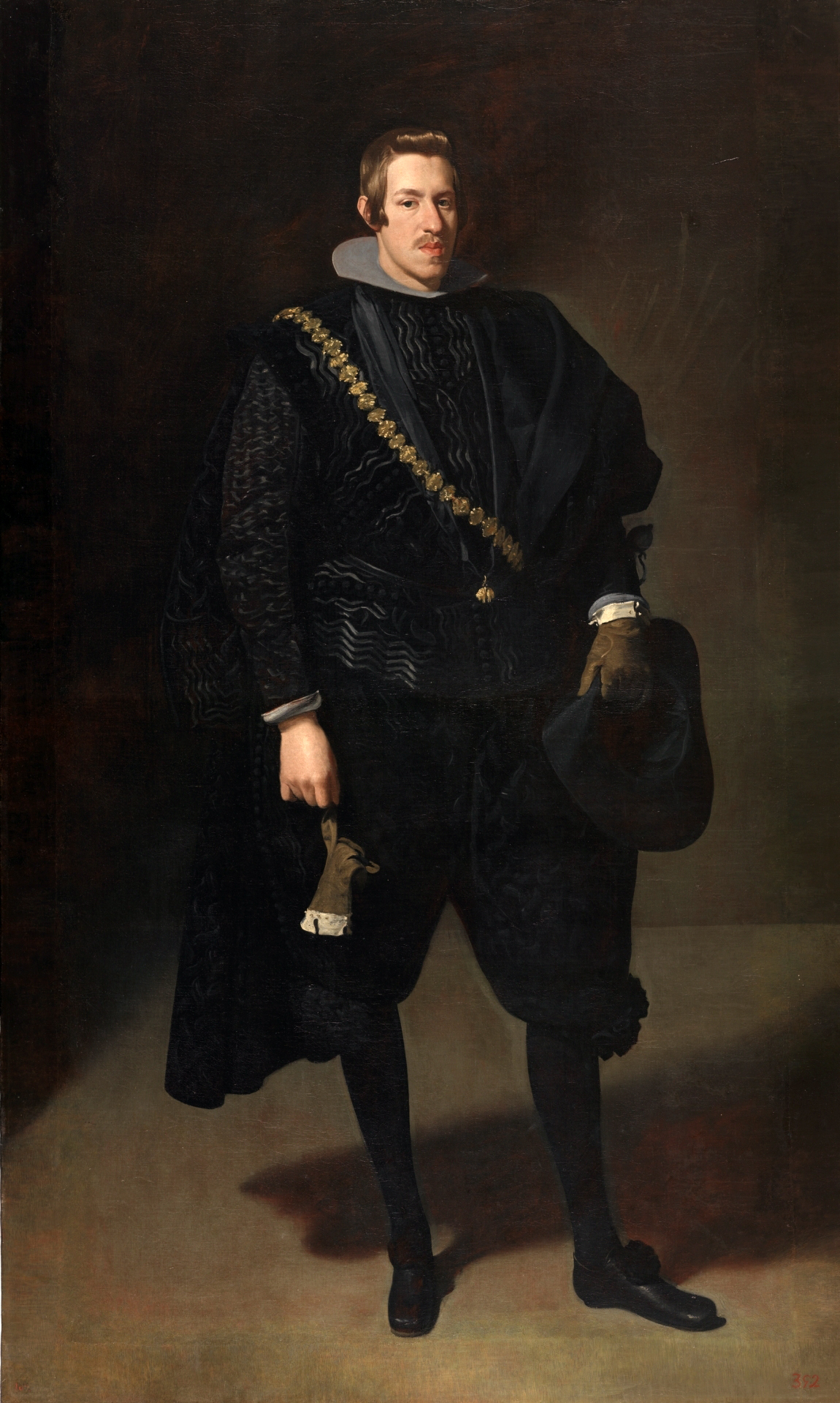
Diego Velázquez, Ritratto dell'infante don Carlos, 1628, olio su tela, Madrid, Museo del Prado.
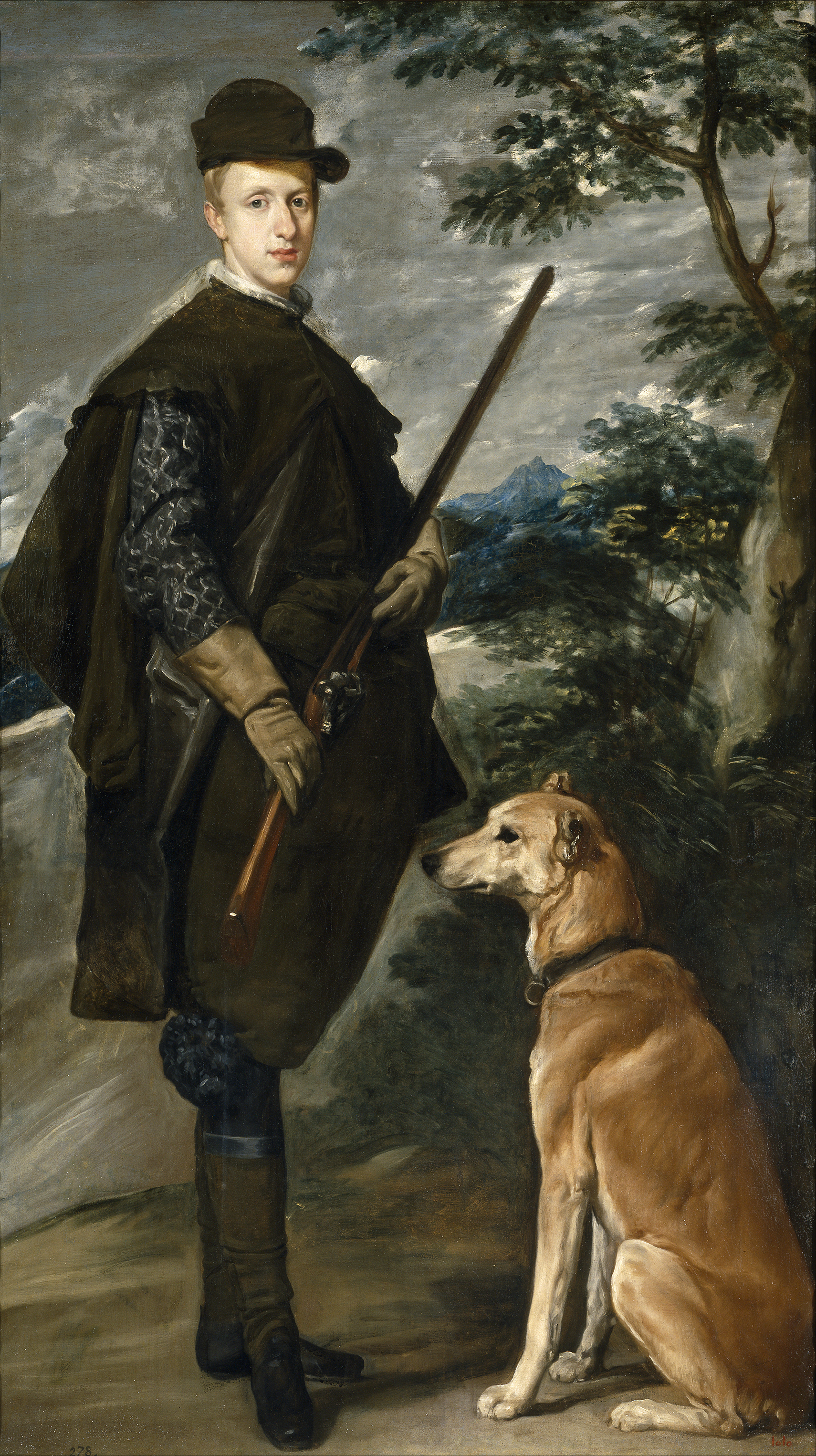
Diego Velázquez, Il cardinale infante Ferdinando d'Asburgo a caccia, 1632-1636, olio su tela, Madrid, Museo del Prado
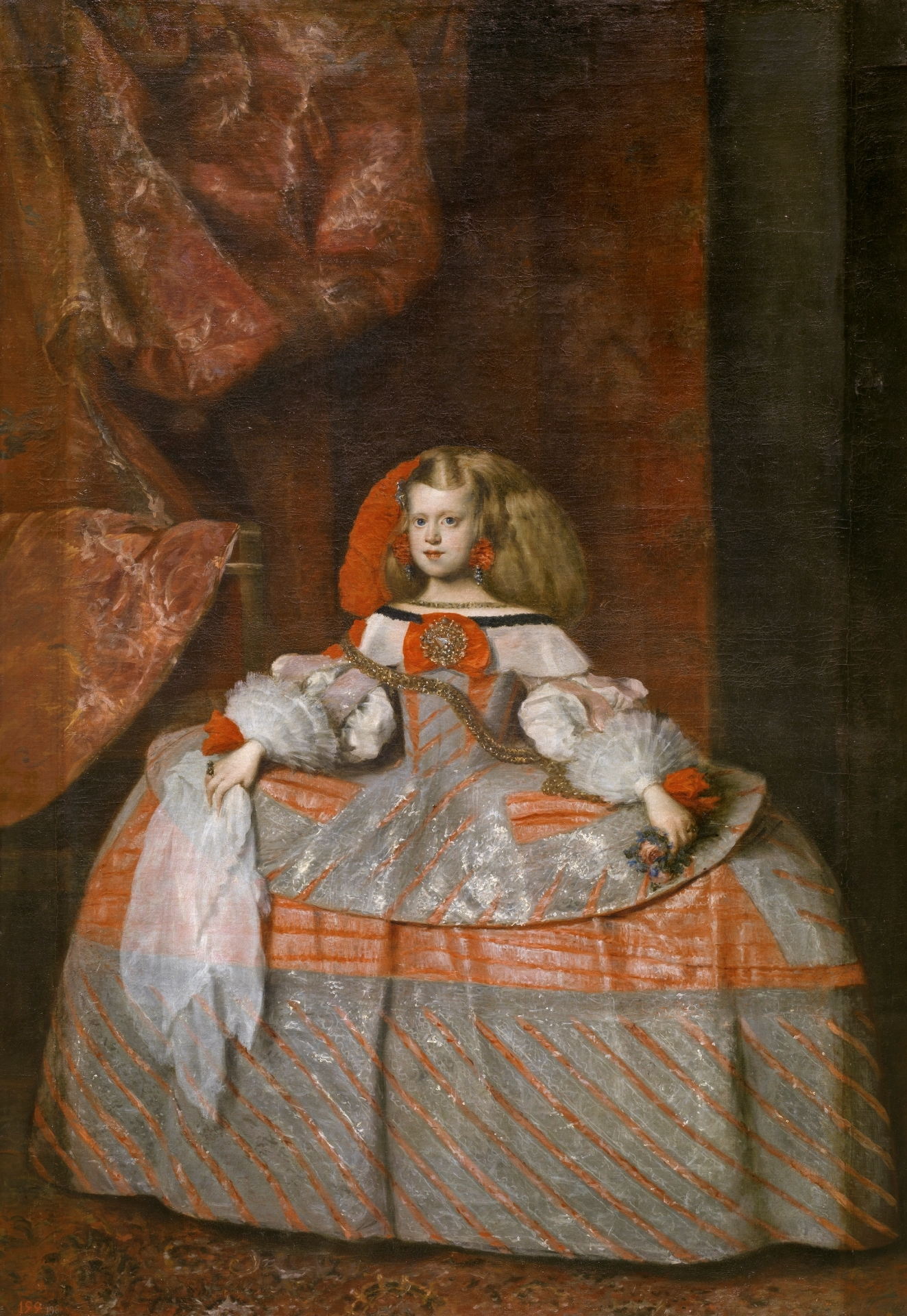
Diego Velázquez, L'infanta doña Margherita d'Austria, 1660, olio su tela, Madrid, Museo del Prado
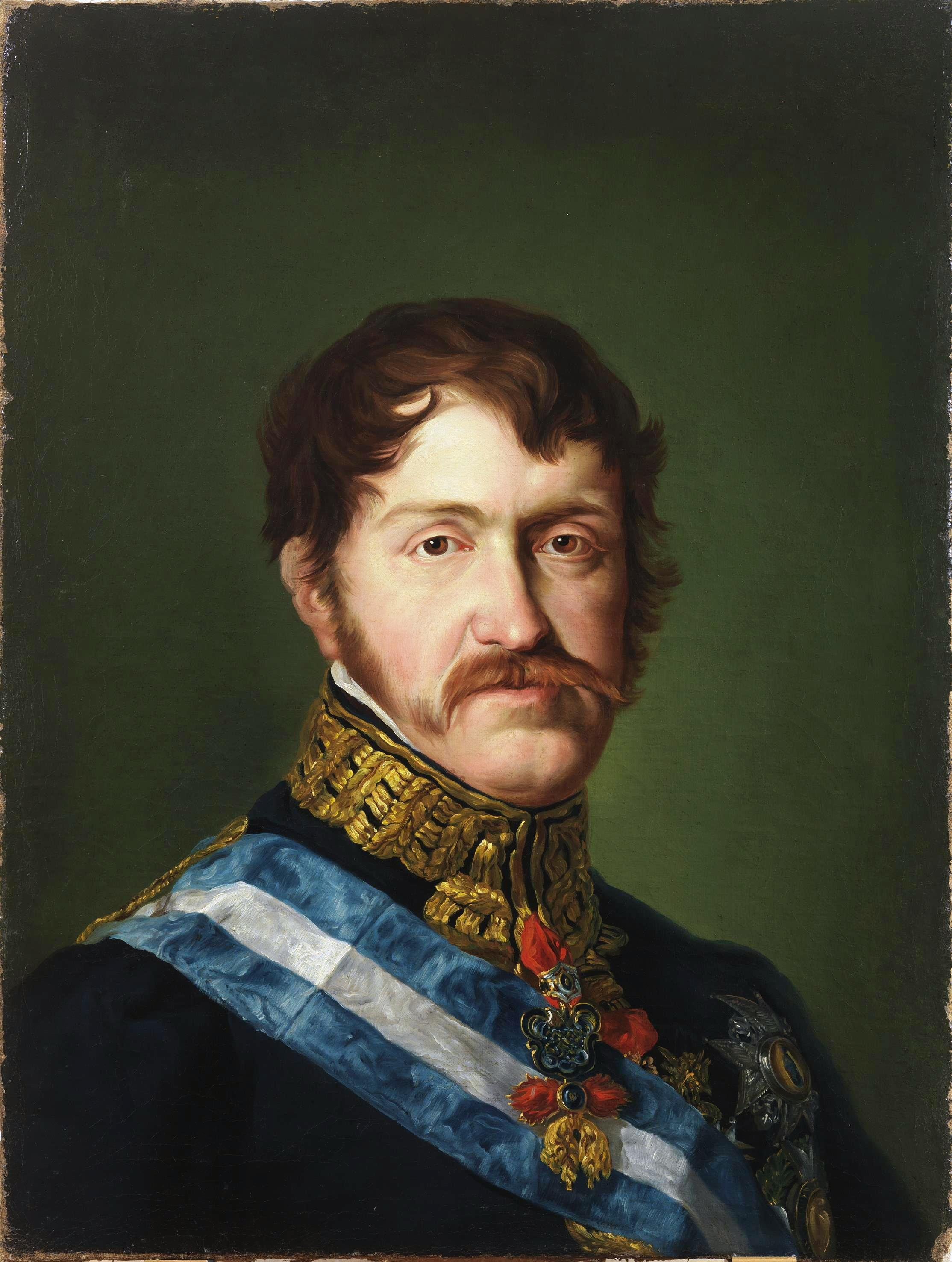
L'infante Carlo Maria Isidoro di Borbone-Spagna
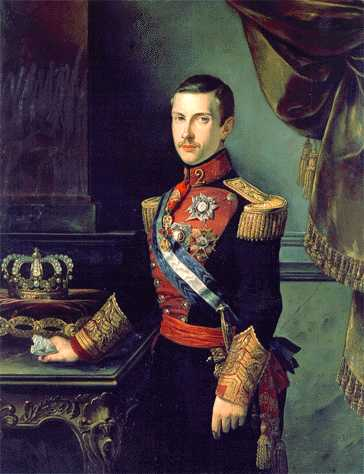
L'infante Francesco d'Assisi di Borbone-Spagna, c. 1846, olio su tela, di Federico de Madrazo y Kuntz
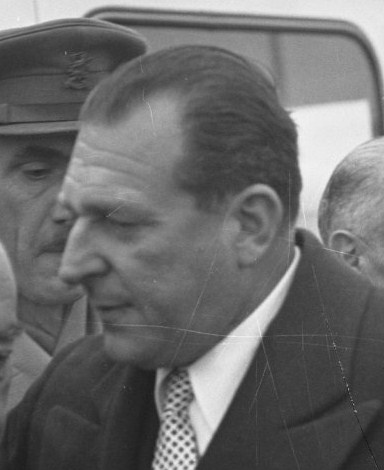
L'infante Giovanni, conte di Barcelona.
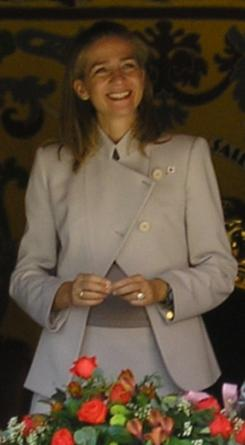
L'infanta Cristina di Spagna, 2006
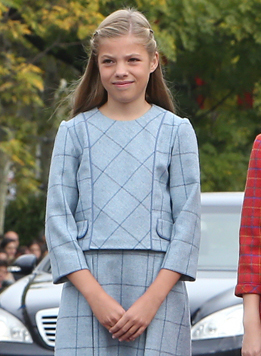
L'infanta Sofia di Spagna, seconda nella linea di successione al trono